# Elio Sgreccia

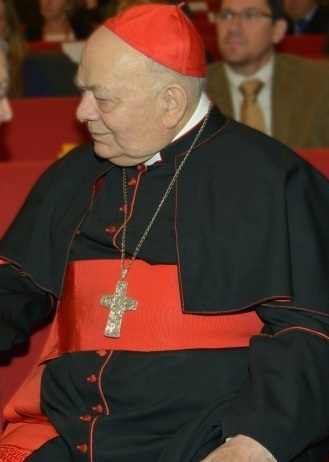
Elio Kardinal Sgreccia (2012)

Wappen des Kardinals

Elio Kardinal Sgreccia (* 6. Juni 1928 in Arcevia, Marken, Italien; † 5. Juni 2019 in Rom) war ein römisch-katholischer Theologe und Bioethiker. Er war Kurienkardinal der römisch-katholischen Kirche und Leiter der Päpstlichen Akademie für das Leben.

## Leben
Elio Sgreccia empfing nach seiner theologischen Ausbildung am 29. Juni 1952 die Priesterweihe. Er absolvierte 1963 ein Studium in  Literaturwissenschaften und Philosophie an der Universität Bologna. Von 1954 bis 1972 war er Vizerektor, Professor und Rektor des Diözesanseminars von Marken. Am 24. November 1972 verlieh ihm Papst Paul VI. den Titel Ehrenprälat Seiner Heiligkeit. Von 1972 bis 1973 war er Generalvikar des Bistums Fossombrone. Von 1974 bis 1984 war er Kaplan an der Medizinischen Fakultät der Università Cattolica del Sacro Cuore (UCSC) in Rom, ab 1984 wurde er verantwortlich für die Lehre der Bioethik.
1990 wurde er Professor für Bioethik an der UCSC und von 1992 bis 2000 Direktor des Instituts für Bioethik. Von 1985 bis 2006 war er zudem Direktor des Zentrums für Bioethik an der Università Cattolica del Sacro Cuore und von 1998 bis 2005 Direktor des dortigen Zentrums für Internationale Kooperationen.
Von 1990 bis 2006 war er Mitglied des nationalen italienischen Komitees für Bioethik. 2001 wurde er in die staatliche Kommission für die Erstellung von Leitlinien für die Biomedizin und Genetik berufen. Seit 2003 war er Präsident der internationalen Föderation Person-Orientierter Bioethischer Institute (FIBIP) mit Sitz in Rom. Seit 2004 war er Vorsitzender der Stiftung Ut Vitam Habeant. Seit 2004 war er Präsident von donum vitae in der Diözese Rom.
Sgreccia war Verfasser eines katholischen Handbuchs der Bioethik. Zusammen mit William Levada und Luis Ladaria war er Verfasser des Dokuments „Dignitas personae“ (Würde der Person).

### Bischofsamt
1992 wurde er von Johannes Paul II. zum Titularbischof von Zama Minor und zum Sekretär des Päpstlichen Rates für die Familie ernannt. Die Bischofsweihe spendete ihm am 6. Januar 1993 Papst Johannes Paul II. selbst; Mitkonsekratoren waren die Kurienerzbischöfe und späteren Kardinäle Giovanni Battista Re und Justin Francis Rigali. Das Amt des Sekretärs des Päpstlichen Rates für die Familie hatte er bis 1996 inne. 2005 wurde er zum Präsidenten der Päpstlichen Akademie für das Leben ernannt. 2008 wurde seinem altersbedingten Rücktrittsgesuch durch Papst Benedikt XVI. stattgegeben.

### Kardinal
Im Konsistorium vom 20. November 2010 nahm ihn Papst Benedikt XVI. als Kardinaldiakon mit der Titeldiakonie Sant’Angelo in Pescheria in das Kardinalskollegium auf. Wegen Überschreitung der Altersgrenze nahm Kardinal Sgreccia nicht am Konklave 2013 teil.

## Ehrungen und Auszeichnungen
- „Premio Giunchi“-Preis für Medizin der Pio Sodalizio dei Piceni, Rom (1991)
- Großoffizier des Ritterordens vom Heiligen Grab zu Jerusalem (1994)
- Ehrenprofessur der Päpstlichen Katholischen Universität von Argentinien (1999)
- Großkreuz des Verdienstordens der Italienischen Republik (2000)
- Korrespondierendes Mitglied der Academia Nacional Mexicana de Bioética (2001)
- Ehrendoktorwürde der Universidad Anáhuac (2004)
- „San Valentino d’Oro“-Preis (2005)
- Ehrendoktorwürde der Pontificia Universidad Católica de Chile (2005)
- „The Mystery of Life Award 2007“ der Bischofskonferenz von Südkorea (2007)
- Bioethik-Preis der Universität Ancona (2008)
- Ehrendoktorwürde der Päpstlichen Katholischen Universität von Argentinien (2008)